# Cattolici progressisti
Con l'espressione cattolici progressisti si identificano, nel secondo dopoguerra, coloro che all'interno della Chiesa cattolica sostengono posizioni di rinnovamento, specie in campo sociale e politico, più o meno distanti da quella che viene indicata come la tradizionale dottrina della Chiesa cattolica, la prassi o la gerarchia ecclesiale, spesso appoggiandosi e rifacendosi a quanto emerso dalle conclusioni del Concilio Vaticano II.
Le loro battaglie principali sono una revisione della tradizionale morale sessuale cattolica, una democratizzazione delle strutture ecclesiali, l'ordinazione sacerdotale di uomini sposati e donne, un impegno più forte per la giustizia sociale e l'ambiente.
In generale l'espressione indica gli individui di fede cattolica (e praticanti) che sostengono il progressismo, politicamente e/o eticamente.

## Storia

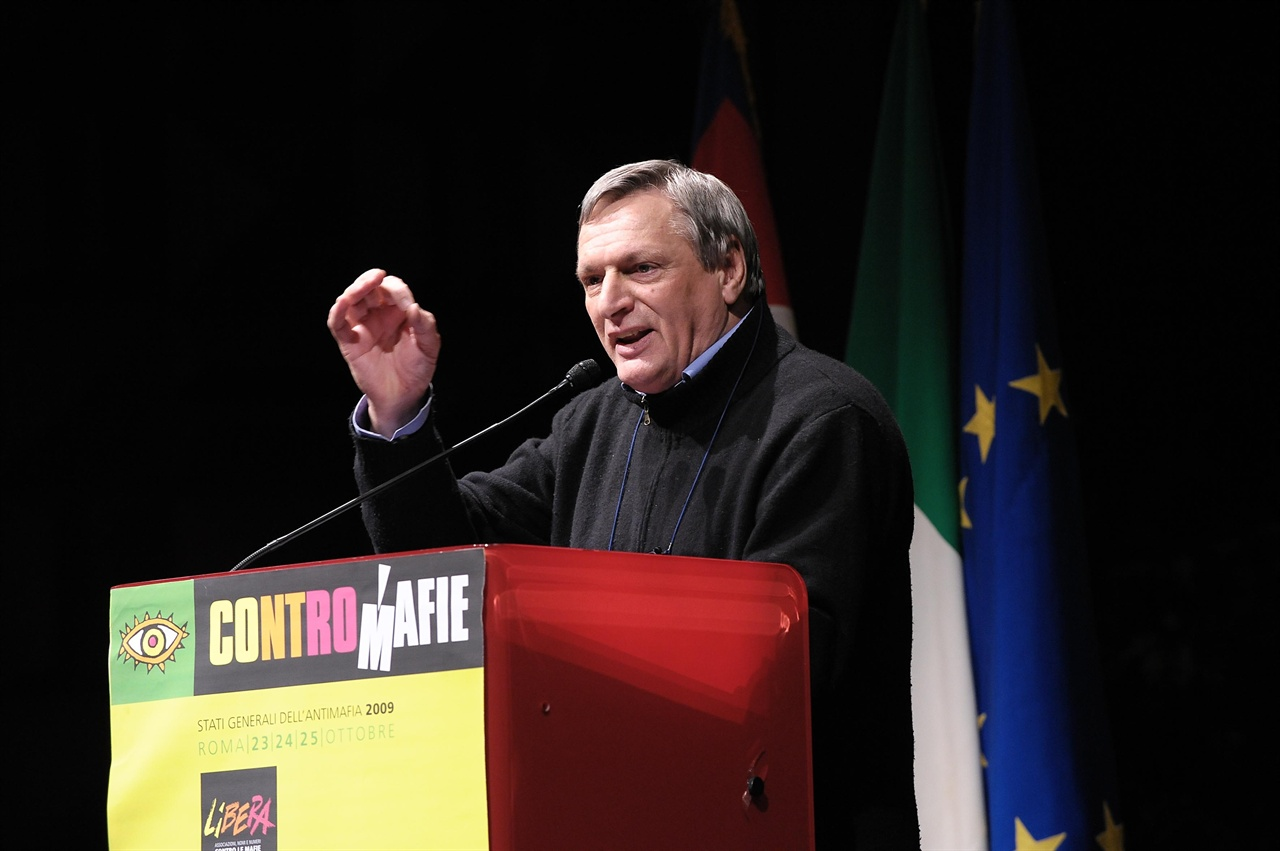
Intervento di Don Luigi Ciotti al Convegno "Contromafie gli Stati Generali dell'Antimafia" (2009)

Terminata la seconda guerra mondiale, come tentativo di rispondere al bisogno di diffondere una nuova religiosità e sotto l'influsso del socialismo cristiano nasce in Europa il movimento dei preti operai, sviluppatosi inizialmente in Francia e poi diffusosi in Belgio e Italia. Nel 1948 Zeno Saltini fonda la comunità di Nomadelfia, sarà obbligato alla dimissione dallo stato clericale e potrà riprendere l'esercizio del sacerdozio il 6 gennaio 1962.
A partire dagli anni sessanta alcuni gruppi di cattolici incominciano a formare delle Comunità cristiane di base in discontinuità con la prassi e con la gerarchia ecclesiale; tra queste in Italia fu famosa quella fiorentina dell'Isolotto guidata da don Enzo Mazzi e l'esperienza educativa avviata da don Lorenzo Milani alla scuola di Barbiana, quest'ultimo per alcuni suoi scritti (come L'obbedienza non è più una virtù) e per affermazioni come «Io reclamo il diritto di dire che anche i poveri possono e debbono combattere i ricchi» venne incluso nel novero dei cosiddetti "cattocomunisti".
Il movimento cattolico progressista in Italia prende via via anche le distanze dal partito della Democrazia Cristiana, che tradizionalmente riuniva i cattolici con un rapporto privilegiato con le gerarchie ecclesiastiche. Il distacco iniziato negli anni sessanta e accentuato dalle spinte ideologiche della contestazione del '68, periodo del distacco di Raniero La Valle, influente intellettuale cattolico, è rimarcato in occasione della scelta per il no al referendum sull'abrogazione del divorzio da parte di molti intellettuali cattolici di sinistra e dalla formazione di piccoli partiti cristiani, alternativi alla sinistra della DC, come il Movimento dei Cristiani per il Socialismo, a cui aderiscono persone provenienti dalle ACLI come Livio Labor e Lidia Menapace formatasi nella FUCI. Nel 1972 proprio Labor guiderà un vasto gruppo delle ACLI dentro il Partito Socialista Italiano, con una posizione a sinistra che distingueva nettamente il socialismo cristiano, riaffarmendone la collocazione seno alla socialdemocrazia, dal cattocomunismo.
L'acutizzarsi della guerra fredda, col rischio di nuovi conflitti in Europa, provoca la nascita di nuovi gruppi cattolici pacifisti e nel 1985 don Albino Bizzotto fonda a Padova il movimento Beati i costruttori di pace.
In America Latina si sviluppa la teologia della liberazione - dal titolo del libro più famoso del teologo peruviano Gustavo Gutiérrez - a cui contribuiranno vescovi come Óscar Romero, ucciso per il suo impegno a favore degli sfruttati, l'arcivescovo brasiliano Helder Camara, il teologo gesuita Jon Sobrino. Fra questi, alcuni come Camilo Torres Restrepo proseguiranno nel loro impegno sociale entrando a far parte attiva di gruppi rivoluzionari armati, cercando un incontro tra il marxismo rivoluzionario e il cattolicesimo. Torres morirà ucciso in una imboscata fatta delle truppe colombiane contro un gruppo di militanti dell'Esercito di Liberazione Nazionale colombiano a cui si era unito.
Le posizioni critiche verso la società hanno visto anche lo sviluppo dei cosiddetti preti di strada attivi nelle realtà dove sono più evidenti i fenomeni di degrado della condizione umana come l'emarginazione, fenomeni di criminalità organizzata e mafia, il carcere, la tossicodipendenza, le disabilità, i minori abbandonati, la prostituzione e le problematiche dei migranti, arrivando in taluni casi a costituire gruppi o comunità nelle quali è dato ampio spazio al laicato.. Tra i primi dei preti di strada si annovera l'Abbé Pierre francese, mentre in Italia sono noti Oreste Benzi, Luigi Ciotti, Don Gallo, fratel Ettore e Pino Puglisi, ucciso dalla mafia per la sua attività e proclamato beato.
Esiste inoltre un movimento internazionale cattolico progressista, sorto in Austria e noto in Italia come Noi Siamo Chiesa, che propugna un rinnovamento ecclesiale della Chiesa cattolica.

## Personalità di rilievo
Tra coloro che hanno espresso propositi di rinnovamento pur rimanendo all'interno della Chiesa cattolica vi sono stati alcuni cardinali come Paulo Evaristo Arns, Carlo Maria Martini e Antonio Bello, presbiteri come Giuseppe Dossetti, David Maria Turoldo, Camillo De Piaz, Carlo Carretto, Primo Mazzolari, Ernesto Balducci, e noti teologi come Hans Küng e Vito Mancuso.
Tra coloro che più drasticamente si allontanarono dalla tradizione cattolica più conservatrice avvicinandosi ad altre ideologie, per esempio il marxismo o il socialismo o sviluppando linee di pensiero alternative (teologia della liberazione, cattocomunismo, preti di strada, preti operai), ed entrando talora in contrasto con le alte gerarchie della Chiesa cattolica, figurano Giovanni Franzoni, Franco Barbero, Leonardo Boff, Ernesto Cardenal, Andrea Gallo, Gustavo Gutiérrez.